# Бегас, Карл
Карл Йозеф Бе́гас (нем. Carl Joseph Begas; 30 сентября 1794, Хайнсберг — 23 ноября 1854, Берлин) — немецкий художник.

## Биография

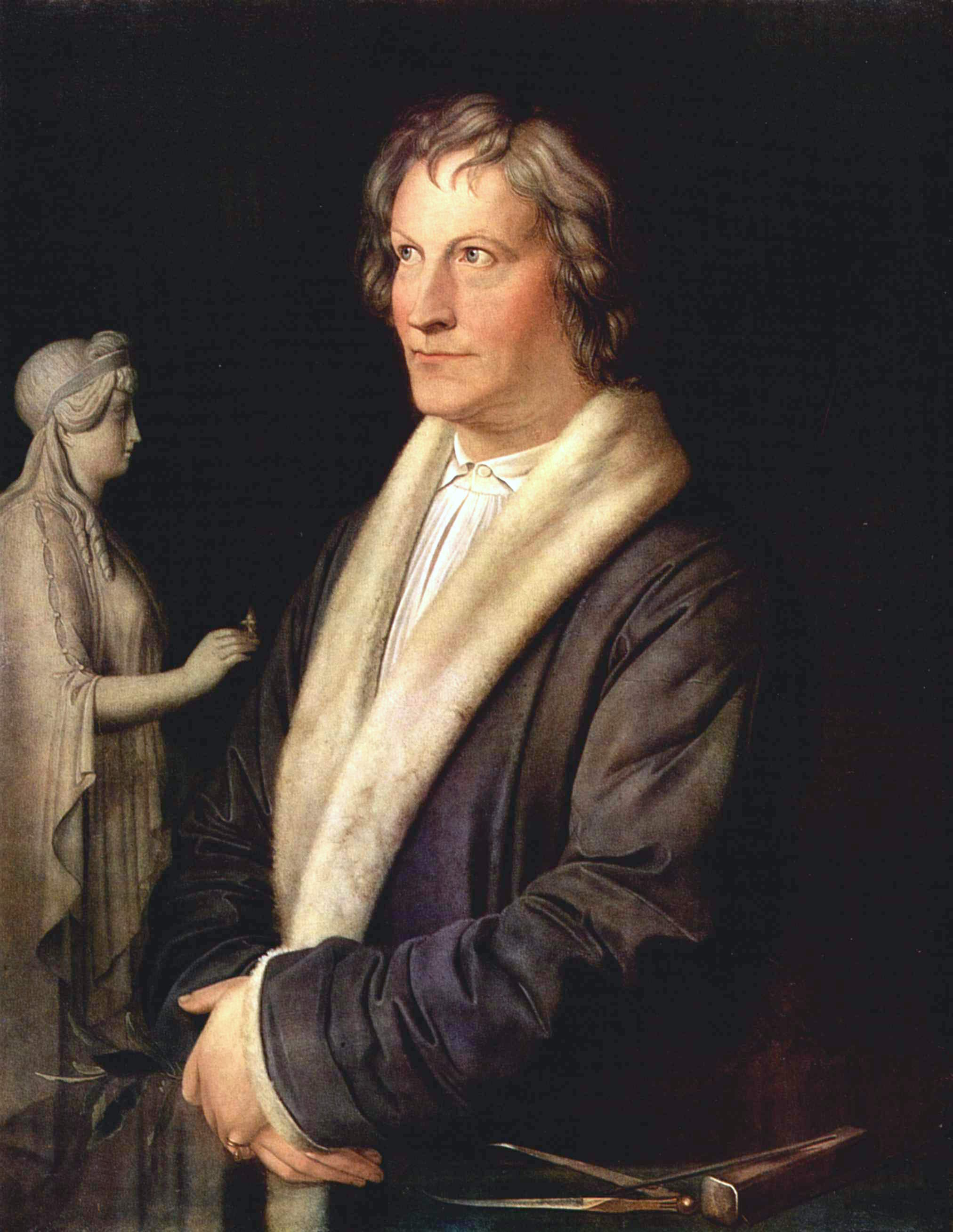
Портрет датского скульптора Бертеля Торвальдсена (около 1820). Эрмитаж

Отец Карла, судья по профессии, готовил сына к работе в области юриспруденции, но уже в школе у Карла Бегаса обнаружились способности к рисованию.
В 1812 году он был отправлен в Париж для совершенствования в живописи. Проучившись 18 месяцев в студии Антуана-Жана Гро, начал работать самостоятельно.
В 1814 году его копия Мадонны делла Седиа была куплена прусским королём Фридрихом Вильгельмом III, что привлекло внимание к творчеству молодого художника. Бегас получил заказ на создание нескольких полотен большого формата на библейские темы и в 1825 году, после возвращения из Италии, продолжил писать картины, которые были размещены в церквях Берлина и Потсдама. Некоторые из них были на исторические темы, но большая часть изображала библейские сцены.
Бегас также занимался портретной живописью, пополнив королевскую портретную галерею серией портретов выдающихся прусских писателей. В 1846 году назначен придворным художником.

## Галерея

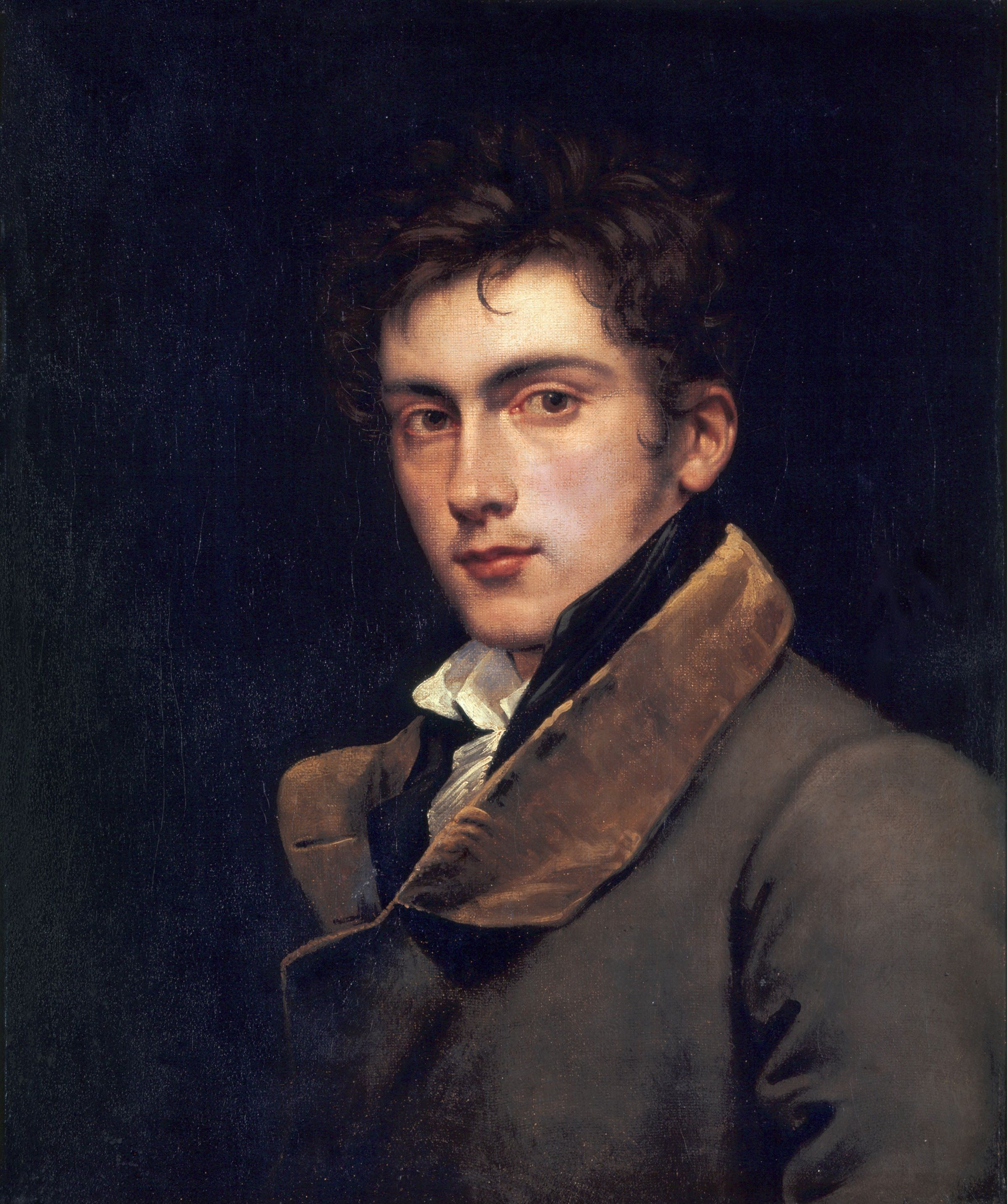
Автопортрет. Около 1820, Старая национальная галерея, Берлин.
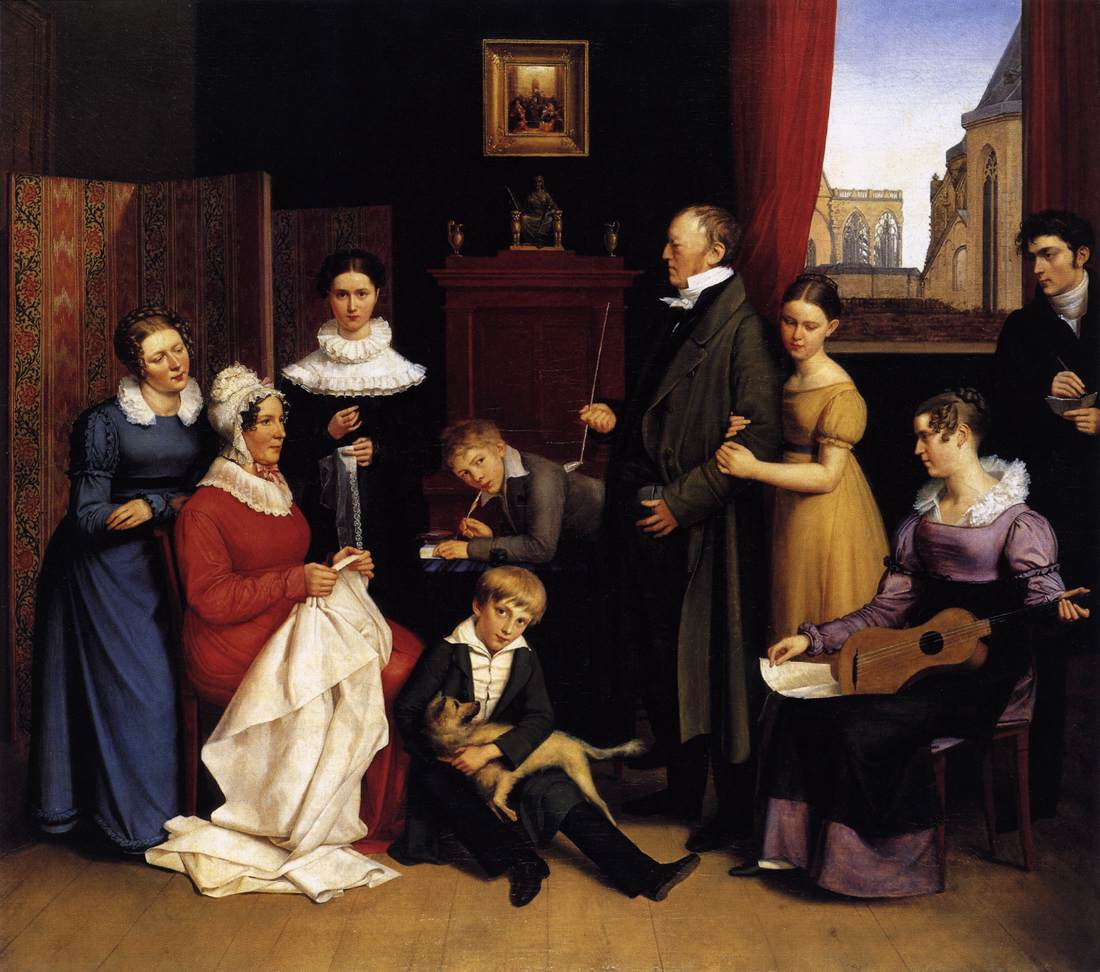
Портрет семьи Бегас. 1821, Музей Вальрафа-Рихарца, Кёльн.
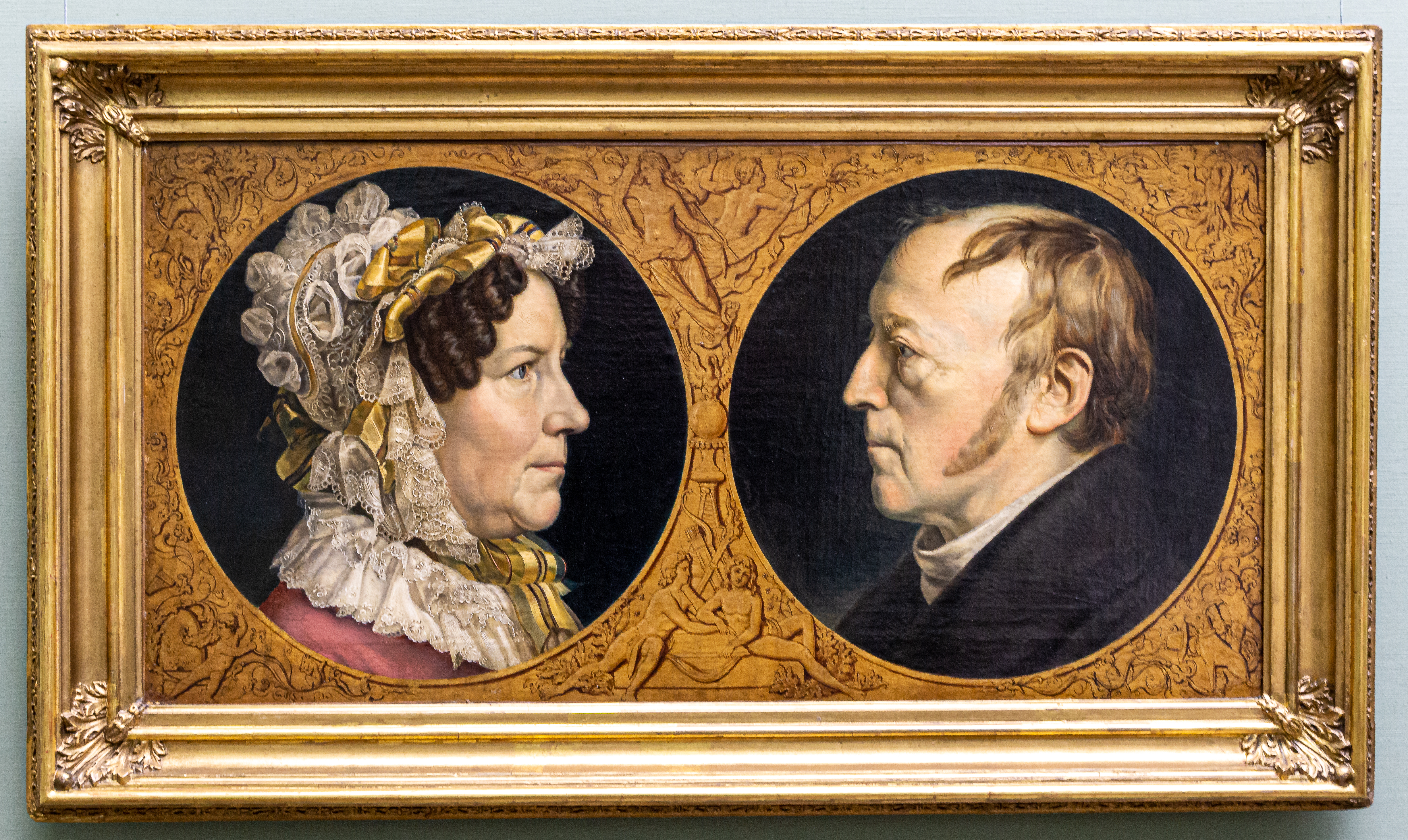
Портрет родителей. 1826, Старая национальная галерея, Берлин.
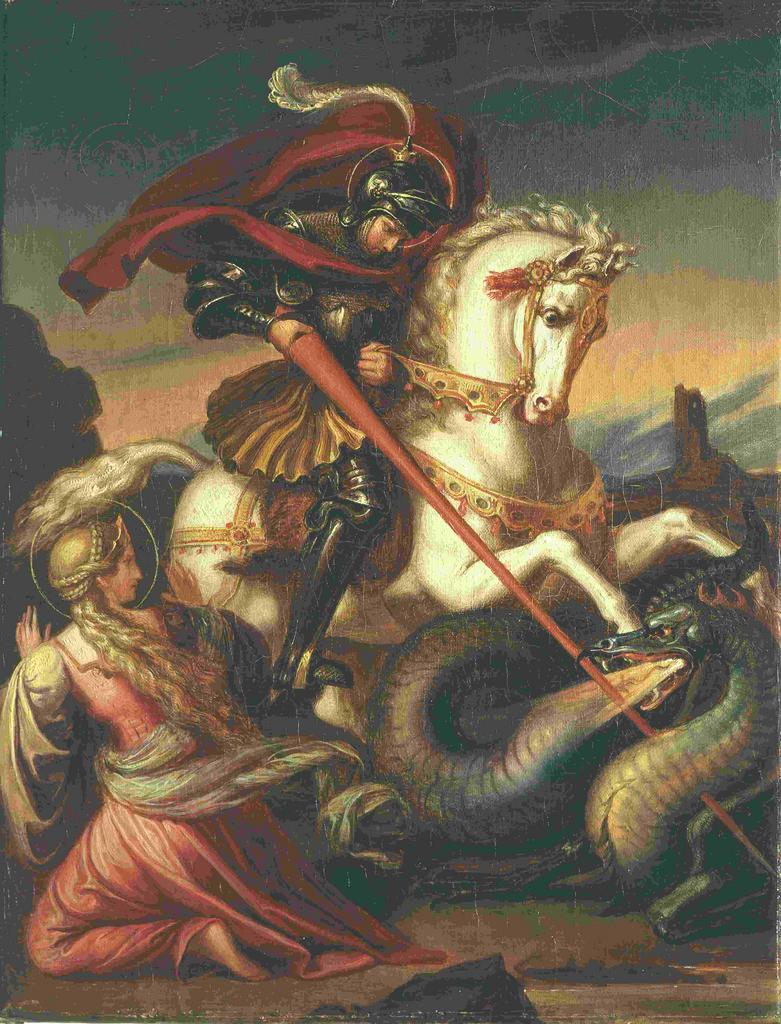
Святой Георгий. 1828.
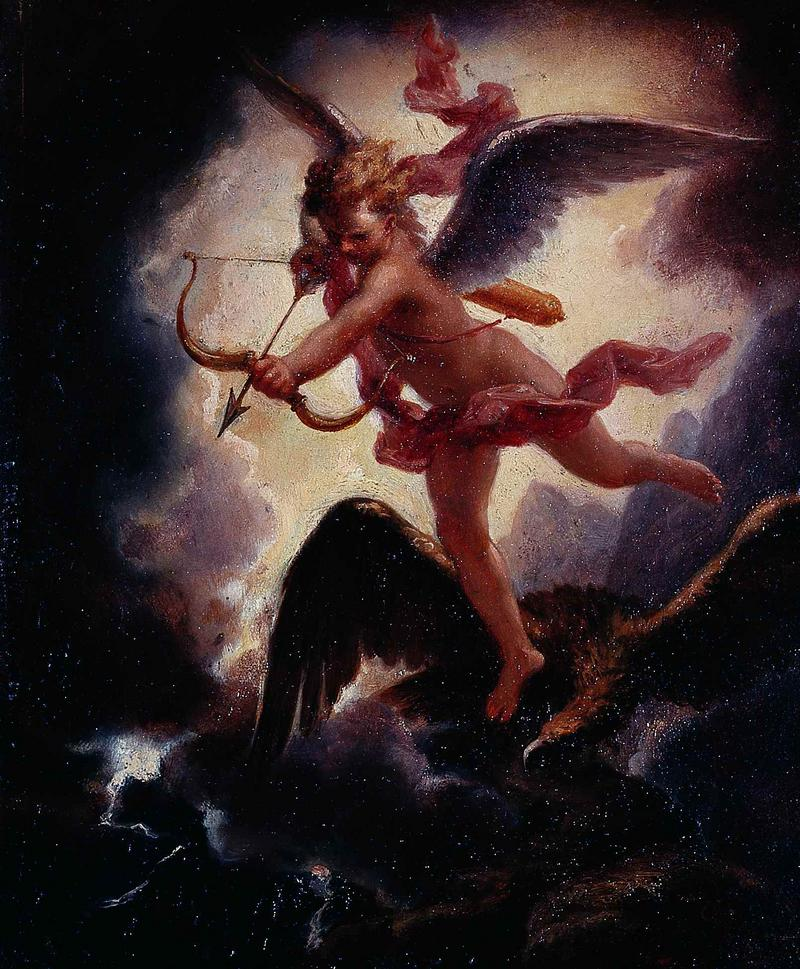
Амур. 1852.
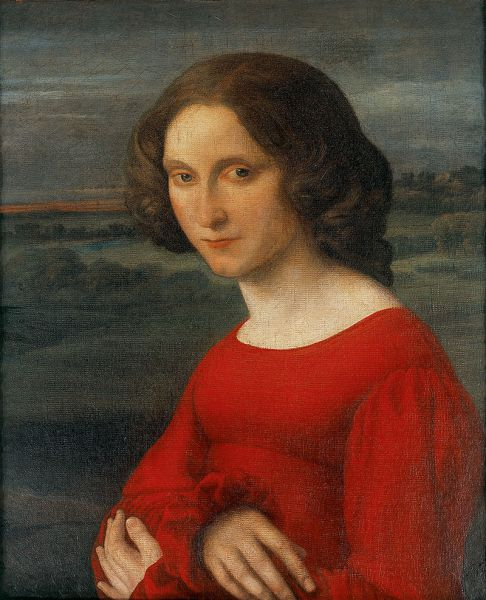
Портрет девушки (Фанни Мендельсон ?). Около 1821.
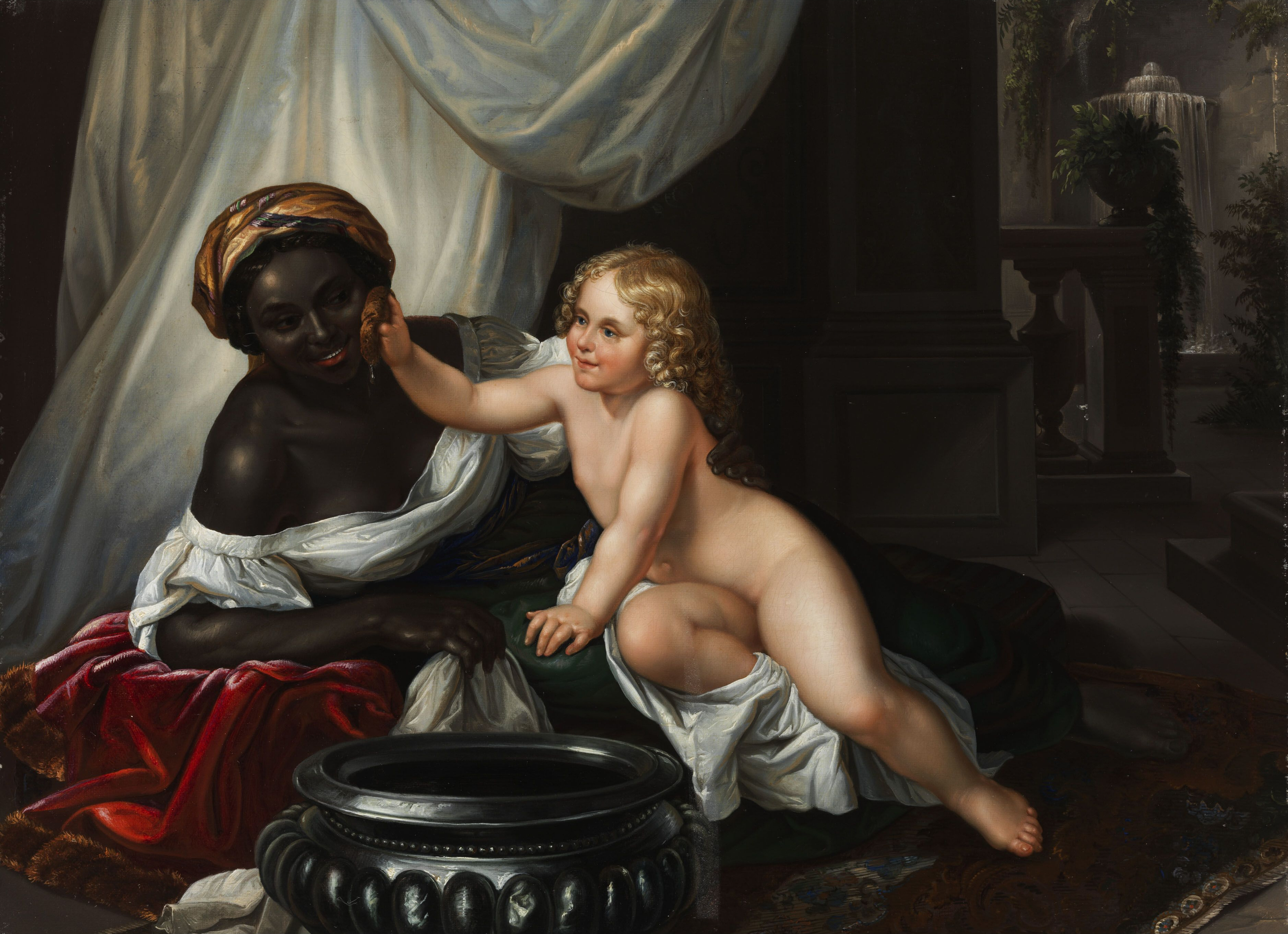
Сцена купания. Представлена копия с оригинала Карла Бегаса.
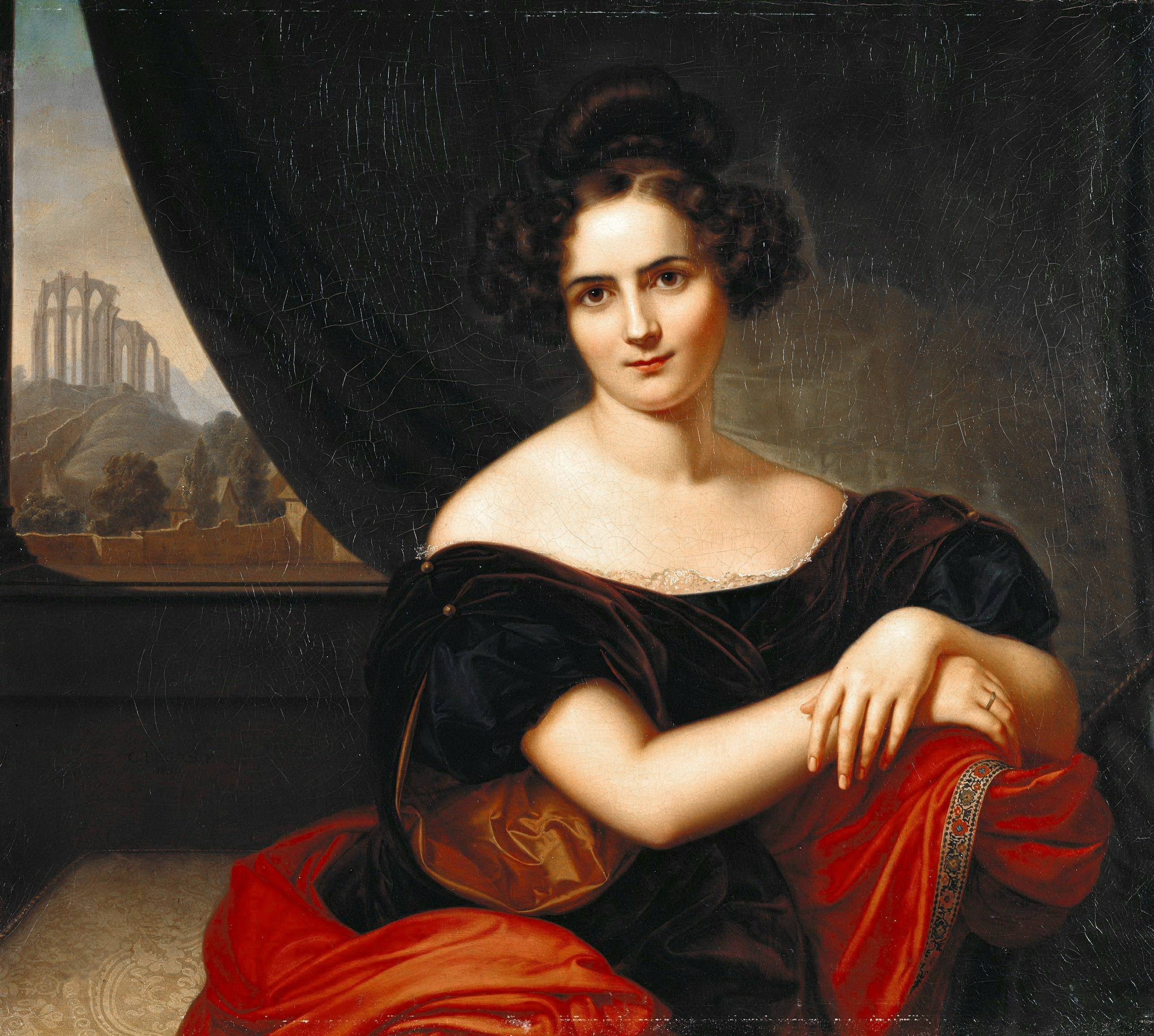
Портрет фрау Гедеке. 1830,  Старая национальная галерея, Берлин.

## Дети
- Оскар (1828—1883) — художник[6].
- Рейнгольд (1831—1911) — скульптор.
- Адальберт (1836—1888) — художник[6].
- Карл (1845—1916) — скульптор[6].